# Фердинанд фон Ріхтгофен
Фердинанд Пауль Вільгельм Фрайгер фон Ріхтгофен (нім. Ferdinand Paul Wilhelm Freiherr von Richthofen; 5 травня 1833, Бад-Карлсруе, Верхня Сілезія (нині село Покуй, Опольське воєводство, Польща) — 6 жовтня 1905, Берлін, Німецька імперія) — німецький геолог, географ і мандрівник. Основоположник сучасної геоморфології, автор терміну «Великий шовковий шлях». Був одним із найважливіших географів Європи, разом із Карлом Ріттером та Александром фон Гумбольдтом.

### Життєпис
Походив з прусського баронського роду Ріхтгофенів. Здобув початкову освіту у приватних репетиторів, після чого вступив до католицької гімназії Маттіаса в Бреслау. У 1850 році вступив до Бреслауського університету. У 1852 році перейшов до Берлінського університету, вивчаючи геологію.
13 лютого 1856 року він здобув ступінь доктора філософії, захистивши дисертацію про типи вулканічної породи. Влітку того ж року проводив польові геологічні дослідження південно-східного Тіролю, після чого працював до 1860 року в Імперському геологічному інституті у Відні. Протягом трьох років він працював у Тіролі, Форарльберзі, Моравії, Угорщині та Трансільванії, опублікувавши за цей час не менше 30 публікацій, переважно статей. В Угорщині, продовжуючи свої петрографічні дослідження, він відкрив закон вікової послідовності вулканічних порід тривалої дії, який пізніше був розвинений в Америці.
У 1860 році Фердинанду фон Ріхтгофену запропонували супроводжувати прусське посольство під керівництвом графа Фріца фон Ейленбурга як геолога для укладання торговельних угод з Китаєм, Японією та Сіамом. Він відвідав Японію, Китай, Сіам, Формозу (Тайвань), Манілу та голландські володіння в Індії, а також раніше малодосліджені райони Яви.
У 1862 році фон Ріхтгофен переїхав до Сан-Франциско. Шість років працював у Каліфорнії, створивши декілька важливих наукових праць з геології та провівши геологічні дослідження, деякі з яких призвели до відкриття родовищ золота.
У 1868 році йому вдалося реалізувати свій план геологічного та гірничодобувного дослідження Китаю. Провівши чотири роки у Китаї та перетнувши країну в семи великих експедиціях, він досяг великих успіхів у дослідженні Китаю, які не лише поставили знання про цю країну на абсолютно нову та надійну основу, а й збагатили науку найважливішими відкриттями.
Після повернення до Європи в 1872 році Ріхтгофен описав результати цієї дослідницької подорожі у вичерпній п'ятитомній праці.
У 1875 році його призначили професором геології в Боннському університеті, але він обійняв цю посаду лише в 1879 році, після завершення першої частини своїх подорожей.
З 1883 року працював професором географії в Лейпцизькому університеті, а з жовтня 1886 року на аналогічній посаді в Берлінському університеті.
Ріхтгофен кілька разів обіймав посаду голови Берлінського географічного товариства: з 1873 по 1878 рік, з 1888 по 1890 рік та з 1892 по 1894 рік.
У 1899 році він був президентом Міжнародного конгресу географів, що проходив у Берліні.
З 1903 по 1904 рік був ректором Берлінського університету.
Йому вдалося заснувати в Берліні Інститут океанографії, директором якого він був з 1901 року.
З 1899 року він був дійсним членом Прусської академії наук у Берліні, членом Колоніальної ради та членом правління Африканського товариства.
Фердинанд фон Ріхтгофен помер у 1905 році у віці 72 років у Шарлоттенбурзі та був похований на Старому кладовищі Святого Матвія в Шенеберзі. Під час зрівнювання кладовища націонал-соціалістами у 1938—1939 роках останки Ріхтгофена перепоховали на Штансдорфському південно-західному цвинтарі поблизу Берліна.

## Наукові здобутки
Фердинанд фон Ріхтгофен досяг видатних успіхів як геоморфолог і розробив особливий тип географії, визначивши її у взаємодії явищ земної поверхні. Він висунув еолову гіпотезу походження лесу в Китаї. Особливе значення також мають його дослідження геологічної будови Китаю, тамтешніх родовищ кам'яного вугілля, азійського лесу, покладів золота Каліфорнії та інші роботи. Важливими є також його дослідження з географії поселень.
Автор численних статей у спеціалізованих журналах.

### Основні праці
- «Геогностичний опис території навколо Предаццо» (Гота, 1860),
- «Вапнякові Альпи Форарльберга та Північного Тіролю» (1859, 1861),
- «Виробництво металів Каліфорнії» (1865),
- «Природна система вулканічних порід» (Сан-Франциско, 1867),
- «Китай. Результати власних подорожей та досліджень на їх основі» (Берлін, 1877—1883)
- «Атлас: Північний Китай; Південний Китай» (1865),
- «Завдання та методи сучасної географії» (Лейпциг, 1883),
- «Посібник для дослідників» (Берлін, 1886),
- «Імпульси та напрямки географії» в 19 столітті (1903).

## Пам'ять
На честь Фердинанда фон Ріхтгофена названий гірський хребет гірської системи Наньшань в Китаї — Ціляньшань або Хребет Ріхтгофена.